# Elisa Carrió
Elisa María Avelina Carrió, née le 26 décembre 1956 à Resistencia, est une femme politique argentine. Elle est fondatrice du parti Afirmación para una República Igualitaria (en),.

## Biographie
Née dans une famille traditionnelle à Resistencia, Carrió est une reine de beauté à l'adolescence. Elle fait des études à l' université nationale du Nord-Est (es), où elle est diplômée en droit en 1978.
En 1979, Carrió commence une carrière dans les services publics comme conseillère technique pour le procureur de la province du Chaco. En 1980, elle est mutée au bureau du solliciteur. De 1986 à 1988, elle est directrice du département des droits de l'homme à la faculté de droit de l'université de Buenos Aires.

### Carrière politique
À la suggestion de son mentor Raúl Alfonsín, Carrió se lance en politique et est élue à la convention sur l'amendement de 1994 de la constitution argentine (en).
En 1995, elle est élue à la Chambre des députés d'Argentine sous la bannière de l'Union civique radicale.
En 1999, elle fait campagne pour Fernando de la Rúa et est réélue au Congrès.
Après la dissolution de l'Alliance pour le travail, la justice et l'éducation (en) en 2000, Carrió approche le Parti socialiste démocratique ainsi que d'autres politiciens de gauche insatisfaits de leurs partis et forme un front informel, le Argentinos por una República de Iguales (ARI). Après des dissensions, les socialistes quittent, ainsi que Carrió et d'autres. Ensemble, ils forment l'Afirmación para una República Igualitaria en 2002.
Carrió se présente comme candidate présidentielle à l'élection générale argentine de 2003 (en) et se classe cinquième avec environ 14 % des voix. Elle retourne à la chambre basse du congrès lors des élections législatives argentines de 2005 (en).
Carrió se présente à nouveau comme candidate pour la présidence aux élections générales argentines de 2007 à la tête de la Coalition civique. En mars 2007, elle démissionne du congrès pour mener campagne. Avec Rubén Giustiniani, Carrió se classe deuxième en obtenant environ 23 % des votes,.
Après l'élection de 2007, Carrió déclare qu'elle ne se présentera plus comme candidate à la présidence. Elle se ravise et le 12 décembre 2010, présente sa candidature pour l'élection présidentielle de 2011. Elle obtient 1,84 % des voix.
Le 1er mars 2020, elle présente sa démission de son poste de députée.